# Maureen Melekitama
Florence Maureen Vilitama Melekitama est une femme politique niuéenne.

## Biographie
Son grand-père paternel Hafe Vilitama et son père Don Vilitama sont députés avant elle.
Employée de l'administration fiscale, elle se présente comme candidate dans la circonscription du village de Mutalau aux élections législatives de 2017, face au député sortant Bill Vakaafi Motufoou. Elle obtient 35,8 % des suffrages, terminant ainsi en tête mais à égalité parfaite avec Bill Motufoou. Les deux candidats en tête sont départagés par tirage au sort, qui s'avère favorable à Maureen Melekitama. Elle est alors nommée ministre adjointe au Premier ministre Sir Toke Talagi, déléguée au tourisme,,. Elle est également élue présidente du Comité des comptes publics du Parlement.
Aux élections de 2020, elle obtient exactement 50 % des suffrages dans sa circonscription. Une fois de plus, un tirage au sort est effectué, qui cette fois est favorable à son adversaire Makaseau Ioane, et Maureen Melekitama perd donc son siège. En septembre 2020, la Commission des services publics la nomme auditrice interne aux comptes publics du gouvernement. Elle est chargée d'examiner le déficit public de 5 200 000 NZ$ hérité du gouvernement dont elle était membre, et qui a été accusé par un auditeur néo-zélandais d'une gestion opaque des comptes publics niuéens,. Sa nomination est ainsi critiquée par le député d'opposition Terry Coe.
Elle retrouve son siège de députée aux élections de 2023. Le 12 mai, elle est nommée adjointe à la ministre des Services sociaux, Sonya Talagi, dans le gouvernement de Dalton Tagelagi.